# Chrysosyrphus nigripennis
Chrysosyrphus nigripennis är en tvåvingeart som först beskrevs av Samuel Wendell Williston  1882.  Chrysosyrphus nigripennis ingår i släktet fjällblomflugor, och familjen blomflugor. Inga underarter finns listade i Catalogue of Life.